# Katharina Molitor
Katharina Molitor (Bedburg, 8 november 1983) is een Duitse atlete, die gespecialiseerd is in het speerwerpen. Daarnaast is zij volleybalster. Ze werd als speerwerpster tweemaal Duits kampioene en eenmaal wereldkampioene en nam in die hoedanigheid tweemaal deel aan de Olympische Spelen. Als volleybalster speelt ze voor Bayer 04 Leverkusen, dat afwisselend in de 1e en 2e Volleyball-Bundesliga uitkomt.

## Carrière als speerwerpster

### Jeugd
Molitor begon met atletiek bij TV Bedburg in haar geboorteplaats. Onder leiding van haar jeugdcoach Franz Inden kreeg zij een veelzijdige training, al kwam al gauw haar bijzondere aanleg voor het werpen naar boven. Zo kwam zij als vijftienjarige in 1997 bij het balwerpen al tot een afstand van 52 meter. Haar veelzijdigheid kwam overigens vooral naar boven bij de atletiekclub Jugend 07 Bergheim, waar zij in 2000 bij de B-meisjes op alle loopnummers bovenaan de prestatielijsten prijkte, evenals op de vier- en de zevenkamp. Haar prestaties op de werpnummers waren zelfs op de ranglijsten van de vrouwelijke senioren de beste.

### Eerste internationale resultaten
In 2003 stapte Molitor over naar TSV Bayer 04 Leverkusen, waar zij zich onder leiding van Helge Zöllkau specialiseerde in het speerwerpen. Twee jaar later, in 2005, deed Molitor voor het eerst internationaal van zich spreken door op de Europese kampioenschappen U23 met 57,01 m tweede te worden achter Annika Suthe. In 2007 werd zij vervolgens zesde op de universiade in Bangkok met 58,19.
In 2008 begon zij het jaar met een tweede plaats bij de European Cup Winter Throwing in Jalta met 58,26. Later dat jaar verbeterde zij haar beste persoonlijke prestatie tot 61,74. En hoewel zij bij de Duitse kampioenschappen vierde was geworden achter Christina Obergföll, Steffi Nerius en Linda Stahl, werd zij toch genomineerd voor de Olympische Spelen in Peking, omdat zij, in tegenstelling tot Stahl, tweemaal aan de olympische kwalificatie-eis had voldaan. In Peking werd zij vervolgens achtste met 59,64.
Nadat Molitor eerder in 2010 haar persoonlijke record had opgeschroefd tot 64,53, waarmee zij ruim boven de kwalificatie-eis voor deelname aan de Europese kampioenschappen in Barcelona uitkwam en zichzelf als vijfde op de Europese jaarranglijst plaatste, versloeg zij enkele weken later op de Duitse kampioenschappen haar concurrentes Christina Obergföll en Linda Stahl en veroverde haar eerste nationale titel met 64,27. Op de EK in Barcelona waren de rollen echter weer omgedraaid, veroverde Stahl de Europese titel, Obergföll het zilver en belandde Molitor met 63,81 als vierde buiten het podium.

### Derde werpster van Duitsland
Bij de wereldkampioenschappen van 2011 in Daegu debuteerde Molitor op een wereldkampioenschap en dat resulteerde aanvankelijk in een vijfde plaats. De Russin Maria Abakoemova (goud met 71,99), de Tsjechische Barbora Špotáková (zilver met 71,58) en de Zuid-Afrikaanse Sunette Viljoen (brons met 68,38) waren nog een maatje te groot voor de Duitse, die overigens opnieuw ook Christina Obergföll voor zich moest dulden. In 2016 werd Abakoemova echter betrapt op een overtreding van het dopingreglement, waardoor die al haar prestaties en titels, behaald vanaf 2008, kwijtraakte. Iedereen achter haar schoof hierdoor een plaatsje op. 
Bij haar tweede olympische deelname op de Spelen van 2012 in Londen bleef Molitor tegen de top aanhangen. Terwijl haar landgenotes Obergföll (zilver met 65,16) en Stahl (brons met 64,91) achter winnares Špotáková (goud met 69,55) beiden het podium haalden, werd zij zesde. Kort daarvoor was iets dergelijks haar op de EK in Helsinki ook al overkomen. Achter winnares Vira Rebryk uit Oekraïne, die met een worp van 66,86 een nationaal record vestigde, hadden Obergföll en Stahl met respectievelijk 65,12 en 63,69 de twee overige podiumplaatsen bezet. Met 60,99 was Molitor niet verder gekomen dan de vijfde plaats. De rangorde binnen het Duitse speerwerpkamp stond vast: Molitor was en bleef voorlopig de derde Duitse werpster van het land.   

### Wereldkampioene in 2015
In 2013 moest Molitor op de WK in Moskou een forse tegenslag incasseren. Terwijl Obergföll met 69,05 de titel veroverde en ook Stahl de finale haalde en daarin met 64,78 en een vierde plaats goed presteerde, miste Molitor met haar beste kwalificatieworp van 60,32 met 0,07 meter de finale. En hoewel zij een jaar later bij de nationale kampioenschappen met een beste jaarprestatie van 63,40 naar het zilver greep, kwam zij er daarna op de EK in Zürich met 58,00 totaal niet aan te pas en eindigde zij in de finale op een roemloze negende plaats. Opnieuw was zij hiermee de derde Duitse, en dat terwijl Obergföll er ditmaal niet eens bij was. Nu waren echter Linda Stahl (derde met 63,91) en Christin Hussong (zevende met 59,29) beter.
In 2015 werd alles echter anders. Het begon er al mee dat Molitor eind juli in Luzern haar uit 2011 stammende PR van 64,67 verbeterde tot 66,40. Vervolgens veroverde zij haar tweede Duitse titel met 65,40, om ten slotte bij haar terugkeer in Peking voor de WK van 2015 in de finale met een alles overklassende laatste worp van 67,69, de beste jaarprestatie van de wereld, de titel in de wacht te slepen. Obergföll werd nu vierde, Hussong zesde en Stahl tiende. Eindelijk was Molitor in alle opzichten de beste Duitse speerwerpster.  

## Titels
- Wereldkampioene speerwerpen - 2015
- Duits kampioene speerwerpen - 2010, 2015, 2017

## Persoonlijk record
| Onderdeel   | Prestatie | Datum            | Plaats |
| ----------- | --------- | ---------------- | ------ |
| speerwerpen | 67,69 m   | 30 augustus 2015 | Peking |

## Palmares

### speerwerpen
- 2005:  EK U23 - 57,01 m
- 2007: 6e Universiade - 58,19 m
- 2008:  European Cup Winter Throwing in Jalta - 58,26 m
- 2008: 8e OS - 59,64 m (in kwal. 60,92 m)
- 2009:  Duitse kamp. - 59,64 m
- 2009: 4e Universiade - 59,41 m
- 2010:  Duitse kamp. - 64,27 m
- 2010: 4e EK - 63,81 m
- 2011:  Duitse kamp. - 64,67 m
- 2011: 4e WK - 64,32 m (na DQ Maria Abakoemova)
- 2012: 5e EK - 60,99 m
- 2012: 6e OS - 62,89 m
- 2013:  Duitse kamp. - 60,68 m
- 2013: 8e in kwal. WK - 60,32 m
- 2014:  Duitse kamp. - 63,40 m
- 2014: 9e EK - 58,00 m (in kwal. 58,24 m)
- 2015:  Duitse kamp. - 65,40 m
- 2015:  WK - 67,69 m
- 2016:  Duitse kamp. - 62,85 m
- 2016: 4e EK - 63,20 m
- 2017:  Duitse kamp. - 61,16 m
- 2017: 7e WK - 63,75 m
- 2018:  Duitse kamp. - 56,75 m

1983 Tiina Lillak ·
1987 Fatima Whitbread ·
1991 Xu Demei ·
1993 Trine Hattestad ·
1995 Natalja Sjykolenko ·
1997 Trine Hattestad ·
1999 Mirela Maniani ·
2001 Osleidys Menéndez ·
2003 Mirela Maniani ·
2005 Osleidys Menéndez ·
2007 Barbora Špotáková ·
2009 Steffi Nerius ·
2011 Barbora Špotáková ·
2013 Christina Obergföll ·
2015 Katharina Molitor ·
2017 Barbora Špotáková ·
2019 Kelsey-Lee Barber ·
2022 Kelsey-Lee Barber ·
2023 Haruka Kitaguchi